# SDS-Rennen
Die SDS-Rennen waren internationale alpine Skirennen der Damen, die vom Schweizerischen Damen-Skiclub (SDS) organisiert und ab 1932 in Grindelwald ausgetragen wurden. Sie waren während der nächsten Jahrzehnte die bedeutendsten internationalen Damenskirennen und wurden 1967 in den neu geschaffenen Weltcup integriert. Ab 1976 wurden die Rennen auch an anderen Orten in der Schweiz ausgetragen, bis das Ende des Schweizerischen Damen-Skiclubs im Jahre 1984 zugleich das Ende der SDS-Rennen bedeutete.

## Geschichte
Drei Jahre nach Gründung des Schweizerischen Damen-Skiclubs wurden auf Initiative des SDS und mit Unterstützung des Kurortes Grindelwald, insbesondere des damaligen Kurdirektors Werner Grob, am 15. Januar 1932 die ersten «Kombinierten Abfahrts- und Slalomrennen des SDS für Fahrerinnen aller Länder» – so die damals offizielle Bezeichnung – ausgetragen. An dieser ersten Auflage nahmen zwölf Fahrerinnen teil, wobei neben den SDS-Damen lediglich eine Tschechin und eine Britin am Start waren, die ihren Urlaub in Grindelwald verbrachten. In den nächsten Jahren wuchs die Zahl der Teilnehmerinnen rasch an und das SDS-Rennen entwickelte sich zum bedeutendsten internationalen Damenskirennen. Waren unter den Siegerinnen zunächst nur SDS-Fahrerinnen zu finden, wie etwa Rösli Streiff – die Siegerin des ersten Jahres –, oder Erna Steuri – die einzige Grindelwalderin, die dieses Rennen gewann –, feierte ab 1937 die Deutsche Christl Cranz insgesamt sieben Siege in ihrem einstigen Wohnort. Von 1933 bis 1935, als es noch keinen Schweizer Meistertitel für die Damen gab, wurde dieses Rennen als Meisterschaft des SDS gewertet.
Von 1940 bis 1946 fanden keine SDS-Rennen statt, doch ab 1947 (17. bis 19. Januar) war Grindelwald zum traditionellen Termin Anfang bis Mitte Januar wieder jährlicher Schauplatz dieser Damenwettkämpfe, an denen neben Abfahrt, Slalom und Kombination nun auch ein Riesenslalom zur Austragung kam (von den Eliteläuferinnen fehlten die erkrankte Anneliese Schuh-Proxauf und die Thiollière-Schwestern aus Frankreich). Bei den Rennen 1948 (9. bis 11. Januar) nahmen die Österreicherinnen nicht teil. Die Abfahrt 1949 (14. Januar) wurde auf verkürzter Strecke mit Ziel auf der Bastillon von Itramen ausgetragen, der Slalom am 15. Januar fand bei starkem Regen statt. Für den 16. Januar war ein Riesenslalom geplant, doch ununterbrochener Schneefall in der vorangegangenen Nacht bis zum Morgen hatte 62 cm Neuschnee gebracht. Es wäre zwar die Herrichtung der Piste möglich gewesen, doch es gab wegen der Unfallgefahr eine Absage. So wurde am Nachmittag ein prächtig gelungener Hindernislauf für alle Teilnehmerinnen veranstaltet. Es wurde am 15. Januar auch ein 10-km-Damen-Langlauf auf einer zweimal zu bewältigenden 5-km-Strecke mit etwa 150 m Steigung ausgetragen, wobei es äußerst schwierige Verhältnisse gab. Den Sieg holte sich Kerttu Pehkonen aus Finnland in 51:06 vor den beiden Schwedinnen Märta Norberg (54:00) und Margit Asber-Albrechtson (54:04).

Zu den Rennen 1950 hatte angesichts der bevorstehenden Weltmeisterschaften keine Nation ihre Elitefahrerinnen entsandt. Ein Wetterumsturz (dichter Nebel im Talkessel, der gefallene Schnee fand keine Bindung zum Untergrund) veränderte die Verhältnisse von einem Tag auf den anderen gewaltig, es schien die Austragung der Abfahrt vorerst gar nicht möglich. Sie wurde auf der traditionellen Strecke «First» nach «Bort» mit 17 Fahrerinnen veranstaltet, wobei mit unzähligen Kontrolltoren die Aufgabenstellung an die Klasse der Fahrerinnen angepasst, sprich minimiert wurde. Beim Slalom hingegen gab es Schönwetter. Es wurden nur einige wenige Läufe gezeigt, die das Prädikat «gut» verdienten, bis auf die ersten Drei war keine der Läuferinnen den Anforderungen gewachsen. Mit Kämpferherz gelang es Marchelli, den in der Abfahrt herausgeholten Vorsprung für die Kombination zu verteidigen. Mit ausgesprochen schlechtem Skimaterial hielt sich Gärtner ausgezeichnet. Der abschließende Riesenslalom wurde von der Station «Egg» nach «Bort» gefahren; mit 29 Toren war er nicht allzu schwer. Bei Gärtners Ausrüstung musste man sich wundern, dass sie damit gewinnen konnte.

Zu den erfolgreichsten Teilnehmerinnen der 1950er- und 1960er-Jahre zählten die Italienerin Carla Marchelli, der es 1957 als Einziger gelang, alle vier Wettbewerbe in einem Jahr zu gewinnen, und die Schweizerin Madeleine Berthod, die von 1952 bis 1960 insgesamt acht Rennen gewann und damit Rekordsiegerin des SDS-Rennens wurde.
Bei den Rennen vom 12. bis 14. Januar 1951 gab es im Slalom am 13. Januar Probleme mit der Zeitnehmung, denn diese zeigte im ersten Durchgang für Anneliese Schuh-Proxauf eine Zeit von 42,2 Sekunden an, jene bei den Messungen durch die Funktionäre aber 47,2 Sekunden. Da aber im zweiten Durchgang die Zeiten aller Läuferinnen nur bis zu 2 Sekunden differierten (Schuh-Proxauf erreichte 49,1), ersuchten die Veranstalter die Innsbruckerin, ihren Lauf zu wiederholen, was sie aber ablehnte und außerdem zum Riesenslalom am Sonntag, 14. Januar, nicht mehr antrat.
Beim Slalom am 5. Januar 1956 fiel (erneut) die elektrische Zeitnehmung aus, vorerst war Dorothea Hochleitner bereits als Siegerin gefeiert worden. Danach wurde Minuzzo zur Siegerin erklärt. Erst eine dritte Liste, die auf Grund der mit Handstoppungen ermittelten Zeiten aufgestellt worden war, brachte das endgültige Resultat; demnach belegte Hochleitner mit 1.7 s Rückstand Rang 4.
1958 standen die Veranstalter vorerst vor einer Absage oder möglichen Kürzung des Programms; der geplante Beginn 8. Januar wurde um einen Tag verschoben; es wurde mit einem Riesenslalom begonnen, und statt des Spezialslaloms wurde ein zweiter Riesenslalom (mit mehr Toren als beim ersten, deshalb der Unterschied in den Siegezeiten mit 1:29,5 für Frandl und 1:40,4 für Dänzer) veranstaltet.
1967 wurden die SDS-Rennen in den neu geschaffenen Weltcup integriert. Durch die Häufung der Rennen im Berner Oberland (neben Grindelwald veranstalteten Wengen und Adelboden Herrenrennen), geriet Grindelwald als Weltcup-Austragungsort von ausserhalb zunehmend unter Druck, aber auch innerhalb Grindelwalds gab es wegen stetig steigender Kosten zunehmend kritische Stimmen. Außerdem zählte bis einschließlich 1973/74 die Kombination nicht zum Weltcupprogramm, was der einstigen Grundidee ebenfalls widersprach. Als für die vom 7. bis 9. Januar 1976 terminisierten Rennen eine Fernsehübertragung nicht mehr gesichert werden konnte (es waren am Hang des Firsts nicht die notwendigen Verkehrswege für TV-Farb-Übertragungen vorhanden), wurden die SDS-Rennen nach 45 Jahren erstmals nicht in Grindelwald ausgetragen, sondern nach Hasliberg vergeben. Zum 50-jährigen Jubiläum des SDS sollten die Rennen 1979 wieder in Grindelwald stattfinden, doch wegen Schneemangels mussten sie erneut nach Hasliberg abgegeben werden. So war Grindelwald nur noch einmal, im Jahre 1982, Schauplatz der SDS-Rennen, ehe sich der Schweizerische Damen-Skiclub wegen Mitgliedermangels 1984 auflöste. Nach dem Ende des SDS und damit der SDS-Rennen war Grindelwald in den Jahren 1989 und 1992 noch zweimal Schauplatz von Damen-Weltcuprennen.

## Podiumsplatzierungen

### Die ersten SDS-Rennen vor dem Zweiten Weltkrieg
| Jahr | Disziplin   | 1. Platz          | 2. Platz                  | 3. Platz                  |
| ---- | ----------- | ----------------- | ------------------------- | ------------------------- |
| 1932 | Abfahrt     | Rösli Streiff     | Helene Zingg              | Michell                   |
| 1932 | Slalom      | Rösli Streiff     | Helene Zingg              | Schlunegger               |
| 1932 | Kombination | Rösli Streiff     | Helene Zingg              | Schlunegger               |
| 1933 | Abfahrt     | Elli Stiller      | Rösli Streiff             | Helen Boughton-Leigh      |
| 1933 | Slalom      | Helene Zingg      | Helen Boughton-Leigh      | Rösli Streiff             |
| 1933 | Kombination | Helene Zingg      | Helen Boughton-Leigh      | Rösli Streiff             |
| 1934 | Abfahrt     | Anny Rüegg        | Hadwig Pfeifer-Lantschner | Käthe Grasegger           |
| 1934 | Slalom      | Nini von Arx-Zogg | Anny Rüegg                | Christl Cranz             |
| 1934 | Kombination | Anny Rüegg        | Nini von Arx-Zogg         | Hadwig Pfeifer-Lantschner |
| 1935 | Abfahrt     | Erna Steuri       | Anny Rüegg                | Nini von Arx-Zogg         |
| 1935 | Slalom      | Anny Rüegg        | Erna Steuri               | Elvira Osirnig            |
| 1935 | Kombination | Erna Steuri       | Anny Rüegg                | Elvira Osirnig            |
| 1936 | Abfahrt     | Nini von Arx-Zogg | Anny Rüegg                | Loulou Boulaz             |
| 1936 | Slalom      | Anny Rüegg        | Nini von Arx-Zogg         | Elvira Osirnig            |
| 1936 | Kombination | Anny Rüegg        | Nini von Arx-Zogg         | Elvira Osirnig            |
| 1937 | Abfahrt     | Christl Cranz     | Erna Steuri               | Nini von Arx-Zogg         |
| 1937 | Slalom      | Christl Cranz     | Nini von Arx-Zogg         | Erna Steuri               |
| 1937 | Kombination | Christl Cranz     | Nini von Arx-Zogg         | Erna Steuri               |
| 1938 | Abfahrt     | Christl Cranz     | Erna Steuri               | Dinah Künzli              |
| 1938 | Slalom      | Elvira Osirnig    | Lisa Resch                | Käthe Grasegger           |
| 1938 | Kombination | Christl Cranz     | Käthe Grasegger           | Lisa Resch                |
| 1939 | Abfahrt     | Doris Friedrich   | Erna Steuri               | Käthe Grasegger           |
| 1939 | Slalom      | Christl Cranz     | Käthe Grasegger           | Lisa Resch                |
| 1939 | Kombination | Christl Cranz     | Käthe Grasegger           | Erna Steuri               |

### SDS-Rennen nach dem Zweiten Weltkrieg bis vor Einführung des Weltcups
| Jahr | Disziplin      | 1. Platz                          | 2. Platz                           | 3. Platz                                       |
| ---- | -------------- | --------------------------------- | ---------------------------------- | ---------------------------------------------- |
| 1947 | Abfahrt        | Trude Jochum-Beiser               | Celina Seghi                       | Fernande Bayetto                               |
| 1947 | Slalom         | May Nilsson                       | Olivia Ausoni                      | Celina Seghi                                   |
| 1947 | Kombination    | May Nilsson                       | Trude Jochum-Beiser                | Celina Seghi                                   |
| 1947 | Riesenslalom   | Celina Seghi May Nilsson          | –                                  | Olivia Ausoni                                  |
| 1948 | Abfahrt        | Georgette Thiollière              | Hedy Schlunegger                   | Françoise Gignoux                              |
| 1948 | Slalom         | Celina Seghi                      | May Nilsson                        | Andrea Mead                                    |
| 1948 | Kombination    | Celina Seghi                      | Georgette Thiollière               | May Nilsson                                    |
| 1948 | Riesenslalom   | Georgette Thiollière Celina Seghi | –                                  | May Nilsson                                    |
| 1949 | Abfahrt        | Erika Mahringer                   | Anneliese Schuh-Proxauf            | Ida Schöpfer                                   |
| 1949 | Slalom         | Celina Seghi                      | Lucienne Schmith-Couttet           | Erika Mahringer                                |
| 1949 | Kombination    | Erika Mahringer                   | Anneliese Schuh-Proxauf            | Celina Seghi                                   |
| 1949 | Riesenslalom   | nicht ausgetragen                 | nicht ausgetragen                  | nicht ausgetragen                              |
| 1950 | Abfahrt        | Maria Grazia Marchelli            | Giuliana Chenal Minuzzo            | Annelore Zückert                               |
| 1950 | Slalom         | Annelore Zückert                  | Edmée Abetel                       | Maria Grazia Marchelli                         |
| 1950 | Kombination    | Maria Grazia Marchelli            | Annelore Zückert                   | Edmée Abetel                                   |
| 1950 | Riesenslalom   | Hildesuse Gaertner                | Andrée Tournier                    | Maria Grazia Marchelli Giuliana Chenal Minuzzo |
| 1951 | Abfahrt        | Hildesuse Gaertner                | Idly Walpoth                       | Anneliese Schuh-Proxauf                        |
| 1951 | Slalom         | Anneliese Schuh-Proxauf           | Andrea Mead                        | Rosmarie Bleuer                                |
| 1951 | Kombination    | Anneliese Schuh-Proxauf           | Andrea Mead                        | Idly Walpoth                                   |
| 1951 | Riesenslalom   | Andrea Mead                       | Andrée Tournier                    | Olivia Ausoni                                  |
| 1952 | Abfahrt        | Trude Jochum-Beiser               | Jannette Burr                      | Andrea Mead-Lawrence                           |
| 1952 | Slalom         | Madeleine Berthod                 | Andrea Mead-Lawrence               | Borghild Niskin                                |
| 1952 | Kombination    | Jannette Burr                     | Andrea Mead-Lawrence               | Borghild Niskin                                |
| 1952 | Riesenslalom   | Andrea Mead-Lawrence              | Andrée Bermond-Tournier            | Trude Jochum-Beiser                            |
| 1953 | Abfahrt        | Maria Grazia Marchelli            | Giuliana Chenal Minuzzo            | Madeleine Berthod                              |
| 1953 | Slalom         | Trude Klecker                     | Lucienne Schmith-Couttet           | Giuliana Chenal Minuzzo                        |
| 1953 | Kombination    | Giuliana Chenal Minuzzo           | Madeleine Berthod                  | Ossi Reichert                                  |
| 1953 | Riesenslalom   | Erika Mahringer                   | Madeleine Berthod                  | Giuliana Chenal Minuzzo                        |
| 1954 | Abfahrt        | Madeleine Berthod                 | Maria Grazia Marchelli             | Erika Mahringer                                |
| 1954 | Slalom         | Ossi Reichert                     | Trude Klecker                      | Lucienne Schmith-Couttet                       |
| 1954 | Kombination    | Lucienne Schmith-Couttet          | Madeleine Berthod                  | Erika Mahringer                                |
| 1954 | Riesenslalom   | Erika Mahringer                   | Madeleine Berthod                  | Lucienne Schmith-Couttet                       |
| 1955 | Abfahrt        | Madeleine Berthod                 | Carla Marchelli                    | Dorothea Hochleitner                           |
| 1955 | Slalom         | Giuliana Chenal Minuzzo           | Madeleine Berthod                  | Lotte Blattl                                   |
| 1955 | Kombination    | Madeleine Berthod                 | Lotte Blattl                       | Giuliana Chenal Minuzzo                        |
| 1955 | Riesenslalom   | Lotte Blattl                      | Madeleine Berthod                  | Josette Nevière                                |
| 1956 | Abfahrt        | Madeleine Berthod                 | Josette Nevière                    | Dorothea Hochleitner                           |
| 1956 | Slalom         | Maria Kowalska                    | Renée Colliard                     | Andrea Mead-Lawrence                           |
| 1956 | Kombination    | Madeleine Berthod                 | Josette Nevière                    | Andrea Mead-Lawrence                           |
| 1956 | Riesenslalom   | Evi Lanig                         | Giuliana Chenal Minuzzo            | Madeleine Berthod                              |
| 1957 | Abfahrt        | Carla Marchelli                   | Josefa Frandl                      | Danièle Telinge                                |
| 1957 | Slalom         | Carla Marchelli                   | Josefa Frandl                      | Frieda Dänzer                                  |
| 1957 | Kombination    | Carla Marchelli                   | Josefa Frandl                      | Frieda Dänzer                                  |
| 1957 | Riesenslalom   | Carla Marchelli                   | Dorothea Hochleitner Hilde Hofherr | –                                              |
| 1958 | Abfahrt        | Carla Marchelli                   | Hilde Hofherr                      | Dorothea Hochleitner                           |
| 1958 | Riesenslalom 1 | Josefa Frandl                     | Carla Marchelli                    | Thérèse Leduc                                  |
| 1958 | Riesenslalom 2 | Frieda Dänzer                     | Hilde Hofherr                      | Josefa Frandl                                  |
| 1958 | Kombination    | Hilde Hofherr                     | Frieda Dänzer                      | Carla Marchelli                                |
| 1959 | Abfahrt        | Penny Pitou                       | Betsy Snite                        | Hilde Hofherr                                  |
| 1959 | Slalom         | Heidi Mittermaier                 | Barbara Henneberger                | Annemarie Waser                                |
| 1959 | Kombination    | Penny Pitou                       | Hilde Hofherr                      | Madeleine Berthod                              |
| 1959 | Riesenslalom   | Betsy Snite                       | Danièle Telinge                    | Pia Riva                                       |
| 1960 | Abfahrt        | Pia Riva                          | Heidi Biebl                        | Madeleine Berthod                              |
| 1960 | Slalom         | Annemarie Waser                   | Liselotte Michel                   | Madeleine Berthod                              |
| 1960 | Kombination    | Madeleine Berthod                 | Sonja Sperl                        | Erika Netzer                                   |
| 1960 | Riesenslalom   | Madeleine Berthod                 | Jerta Schir                        | Yvonne Rüegg                                   |
| 1961 | Abfahrt        | Heidi Biebl                       | Margrit Gertsch                    | Traudl Hecher                                  |
| 1961 | Slalom         | Giuliana Chenal Minuzzo           | Pia Riva                           | Heidi Biebl                                    |
| 1961 | Kombination    | Heidi Biebl                       | Margrit Gertsch                    | Barbara Henneberger                            |
| 1961 | Riesenslalom   | Thérèse Leduc                     | Erika Netzer                       | Barbara Henneberger                            |
| 1962 | Abfahrt        | Traudl Hecher                     | Heidi Biebl                        | Grete Grander                                  |
| 1962 | Slalom         | Marianne Jahn                     | Heidi Biebl                        | Linda Meyers                                   |
| 1962 | Kombination    | Heidi Biebl                       | Traudl Hecher                      | Linda Meyers                                   |
| 1962 | Riesenslalom   | Linda Meyers                      | Christl Haas                       | Traudl Hecher                                  |
| 1963 | Abfahrt        | Barbara Henneberger               | Traudl Hecher                      | Edith Zimmermann                               |
| 1963 | Slalom         | Barbara Henneberger               | Christine Goitschel                | Traudl Hecher                                  |
| 1963 | Kombination    | Barbara Henneberger               | Traudl Hecher                      | Annie Famose                                   |
| 1963 | Riesenslalom   | Marielle Goitschel                | Madeleine Bochatay                 | Marianne Jahn                                  |
| 1964 | Abfahrt        | nicht ausgetragen                 | nicht ausgetragen                  | nicht ausgetragen                              |
| 1964 | Slalom         | Marielle Goitschel                | Jean Saubert                       | Traudl Hecher                                  |
| 1964 | Kombination    | nicht ausgetragen                 | nicht ausgetragen                  | nicht ausgetragen                              |
| 1964 | Riesenslalom   | Jean Saubert                      | Traudl Hecher                      | Marielle Goitschel                             |
| 1965 | Abfahrt        | Christl Haas                      | Edith Zimmermann                   | Heidi Biebl                                    |
| 1965 | Slalom         | Heidi Biebl                       | Marielle Goitschel                 | Theres Obrecht                                 |
| 1965 | Kombination    | Heidi Biebl                       | Edith Zimmermann                   | Theres Obrecht                                 |
| 1965 | Riesenslalom   | Edith Zimmermann                  | Marielle Goitschel                 | Theres Obrecht                                 |
| 1966 | Abfahrt        | Christl Haas                      | Edith Zimmermann                   | Erika Schinegger                               |
| 1966 | Slalom         | Marielle Goitschel                | Nancy Greene                       | Christine Goitschel                            |
| 1966 | Kombination    | Marielle Goitschel                | Nancy Greene                       | Edith Zimmermann                               |
| 1966 | Riesenslalom   | Theres Obrecht                    | Edith Zimmermann                   | Sandra Shellworth                              |

### Weltcuprennen in Grindelwald
| Jahr     | Disziplin        | 1. Platz                      | 2. Platz              | 3. Platz            |
| -------- | ---------------- | ----------------------------- | --------------------- | ------------------- |
| 1967     | Abfahrt          | Nancy Greene                  | Isabelle Mir          | Florence Steurer    |
| 1967     | Slalom           | Annie Famose                  | Gina Hathorn          | Isabelle Mir        |
| 1967     | Kombination (1)  | Isabelle Mir                  | Marielle Goitschel    | Gina Hathorn        |
| 1967     | Riesenslalom     | Nancy Greene                  | Annie Famose          | Marielle Goitschel  |
| 1968     | Abfahrt          | nicht ausgetragen             | nicht ausgetragen     | nicht ausgetragen   |
| 1968     | Slalom           | Gertrud Gabl                  | Isabelle Mir          | Marielle Goitschel  |
| 1968     | Kombination      | nicht ausgetragen             | nicht ausgetragen     | nicht ausgetragen   |
| 1968     | Riesenslalom     | Nancy Greene                  | Marielle Goitschel    | Fernande Bochatay   |
| 1969     | Abfahrt          | Wiltrud Drexel                | Rosi Mittermaier      | Isabelle Mir        |
| 1969     | Slalom           | Gertrud Gabl                  | Annie Famose          | Kiki Cutter         |
| 1969     | Kombination (1)  | Gertrud Gabl                  | Judy Nagel            | Rosi Mittermaier    |
| 1969     | Riesenslalom (1) | Gertrud Gabl Florence Steurer | –                     | Ingeborg Jochum     |
| 1970     | Abfahrt          | Isabelle Mir                  | Annie Famose          | Florence Steurer    |
| 1970     | Slalom           | Michèle Jacot                 | Betsy Clifford        | Marilyn Cochran     |
| 1970     | Kombination (1)  | Annie Famose                  | Florence Steurer      | Betsy Clifford      |
| 1970     | Riesenslalom     | nicht ausgetragen             | nicht ausgetragen     | nicht ausgetragen   |
| 1971     | Abfahrt          | nicht ausgetragen             | nicht ausgetragen     | nicht ausgetragen   |
| 1971     | Slalom           | Britt Lafforgue               | Michèle Jacot         | Danièle Debernard   |
| 1971     | Kombination (1)  | nicht ausgetragen             | nicht ausgetragen     | nicht ausgetragen   |
| 1971     | Riesenslalom     | nicht ausgetragen             | nicht ausgetragen     | nicht ausgetragen   |
| 1972     | Abfahrt          | Annemarie Pröll               | Marie-Theres Nadig    | Isabelle Mir        |
| 1972     | Slalom           | Britt Lafforgue               | Monika Kaserer        | Barbara Ann Cochran |
| 1972     | Kombination (1)  | Monika Kaserer                | Florence Steurer      | Isabelle Mir        |
| 1972     | Riesenslalom     | nicht ausgetragen             | nicht ausgetragen     | nicht ausgetragen   |
| 1973 (2) | Abfahrt          | Annemarie Pröll               | Wiltrud Drexel        | Brigitte Totschnig  |
| 1973 (2) | Slalom           | Monika Kaserer                | Rosi Mittermaier      | Judy Crawford       |
| 1973 (2) | Kombination (1)  | Rosi Mittermaier              | Bernadette Zurbriggen | Hanni Wenzel        |
| 1973 (2) | Riesenslalom     | nicht ausgetragen             | nicht ausgetragen     | nicht ausgetragen   |
| 1974     | Abfahrt          | Cindy Nelson                  | Annemarie Moser-Pröll | Marie-Theres Nadig  |
| 1974     | Slalom           | nicht ausgetragen             | nicht ausgetragen     | nicht ausgetragen   |
| 1974     | Kombination (1)  | Monika Kaserer                | Marie-Theres Nadig    | Hanni Wenzel        |
| 1974     | Riesenslalom     | Monika Kaserer                | Hanni Wenzel          | Christa Zechmeister |
| 1975 (3) | Abfahrt          | Annemarie Moser-Pröll         | Rosi Mittermaier      | Marie-Theres Nadig  |
| 1975 (3) | Slalom           | nicht ausgetragen             | nicht ausgetragen     | nicht ausgetragen   |
| 1975 (3) | Kombination      | Annemarie Moser-Pröll         | Rosi Mittermaier      | Hanni Wenzel        |
| 1975 (3) | Riesenslalom     | Annemarie Moser-Pröll         | Hanni Wenzel          | Rosi Mittermaier    |

Ab 1976 fanden die SDS-Rennen an verschiedenen Orten statt, in Grindelwald bis zur Auflösung des SDS nur noch einmal:
| Jahr | Disziplin       | 1. Platz       | 2. Platz                    | 3. Platz        |
| ---- | --------------- | -------------- | --------------------------- | --------------- |
| 1982 | Abfahrt 1       | Gerry Sorensen | Marie-Cécile Gros-Gaudenier | Elisabeth Chaud |
| 1982 | Abfahrt 2       | Gerry Sorensen | Irene Epple                 | Cindy Nelson    |
| 1982 | Kombination (4) | Irene Epple    | Erika Hess                  | Cindy Nelson    |

Nach Auflösung des SDS im Jahr 1984 wurden noch zweimal Weltcuprennen in Grindelwald ausgetragen:
| Jahr | Disziplin   | 1. Platz          | 2. Platz         | 3. Platz           |
| ---- | ----------- | ----------------- | ---------------- | ------------------ |
| 1989 | Abfahrt 1   | Michela Figini    | Beatrice Gafner  | Carole Merle       |
| 1989 | Abfahrt 2   | Michela Figini    | Carole Merle     | Maria Walliser     |
| 1989 | Super-G     | Carole Merle      | Sigrid Wolf      | Maria Walliser     |
| 1989 | Slalom      | Vreni Schneider   | Tamara McKinney  | Monika Maierhofer  |
| 1989 | Kombination | Brigitte Oertli   | Karen Percy      | Michela Figini     |
| 1992 | Abfahrt     | Sabine Ginther    | Miriam Vogt      | Chantal Bournissen |
| 1992 | Slalom      | Monika Maierhofer | Pernilla Wiberg  | Annelise Coberger  |
| 1992 | Kombination | Sabine Ginther    | Petra Kronberger | Miriam Vogt        |

## Rekordsiegerinnen
Sechs Fahrerinnen erreichten fünf oder mehr Siege bei den SDS-Rennen in Grindelwald:
- 8 Siege:
  - Madeleine Berthod (1952–1960: 3 Abfahrten, 1 Slalom, 3 Kombinationen, 1 Riesenslalom)
- 7 Siege:
  - Christl Cranz (1937–1939: 2 Abfahrten, 2 Slaloms, 3 Kombinationen)
- 5 Siege:
  - Heidi Biebl (1961–1965: 1 Abfahrt, 1 Slalom, 3 Kombinationen)
  - Carla Marchelli (1957–1958: 2 Abfahrten, 1 Slalom, 1 Kombination, 1 Riesenslalom)
  - Annemarie Moser-Pröll (1972–1975: 3 Abfahrten, 1 Kombination, 1 Riesenslalom)
  - Anny Rüegg (1934–1936: 1 Abfahrt, 2 Slaloms, 2 Kombinationen)

Den «Grossen Bambi» für den dreimaligen Sieg in der Kombination – die höchste bei den SDS-Rennen vergebene Auszeichnung – gewannen drei Fahrerinnen:
- Madeleine Berthod (Kombinationssiege 1955, 1956 und 1960)
- Heidi Biebl (Kombinationssiege 1961, 1962 und 1965)
- Christl Cranz (Kombinationssiege 1937, 1938 und 1939)